# Capua
Capua er en by i provinsen Caserta i regionen Campania, i det sydlige Italien. Den ligger omkring 25 km nord for Napoli i det nordøstlige hjørne af den campanske slette. Byen bliver ofte forvekslet med Santa Maria Capua Vetere, som ligger, hvor det gamle Capua lå. Men af hensyn til navnet beskrives byens ældste historie også her. Det nuværende Capua blev grundlagt efter at den oprindelige by blev ødelagt af saracenerne i år 841.

## Historie

### Antikken
Navnet Capua kommer fra det etruskiske ord Capue, som man desværre ikke kender betydningen af. Cato den Ældre skriver, at byen blev grundlagt omkring 260 år før romerne overtog den, hvilket må være omkring år 600 f.Kr., da etruskernes indflydelse var på sit højeste. I området omkring byen er der fundet rester fra den før-historiske Villanova-kultur, og de har tilsyneladende dannet basis for bebyggelser fra først oskanerne og senere etruskerne.
Etruskernes magt i Campanien blev brudt, da samnitterne invaderede området i anden halvdel af det 5. århundrede f.Kr. Capua blev erobret af samnitterne omkring 424 f.Kr. og i 343 f.Kr. bad indbyggerne romerne om hjælp mod de samnittiske bjergstammer. Sammen med borgerne fra Capua søgte også indbyggerne i Casilinum, Calatia og Atella romersk støtte, så på den måde kom det meste af Campanien under romersk overhøjhed på dette tidspunkt, som beskrevet af Cato. Borgerne i Capua fik rettigheder som civitas sine suffragio, det vil sige borgere uden stemmeret.
I 2. samniske krig mellem samnitterne og romerne, fremstod Capua som en upålidelig forbundsfælle for romerne, så da samnerne var overvundet, konfiskerede romerne området Ager Falerus på højre side af Volturno-floden. I 318 f.Kr. blev de lokale embedsmænds magt beskåret, og i stedet blev der udpeget to praefecti Capuam Cumas (præfekter for Capua og Cumae, de to vigtigste byer i området), der skulle være repræsentanter for den øverste dommer i Rom, praetor urbanus. Fra 123 BC f.Kr. var præfekterne valgte romerske embedsmænd, og der var fire af dem. De styrede hele Campanien indtil kejser Augustus' tid, hvor embedet blev afskaffet. Capua fungerede i romersk tid som hovedstad i provinsen Campania, der også blev kaldt Campania Felix (Det lykkelige Campania) på grund af sin frugtbarhed.
Byen blev allerede i 312 f.Kr. direkte forbundet med Rom i form af Via Appia, der blev den mest betydningsfulde af de militære forbindelsesveje i Italien. I Roms oprindelige Serviske bymur blev porten ved via Appia opkaldt efter Capua og fik navnet Porta Capena – måske det eneste eksempel på at en port i denne mur blev opkaldt efter det sted, den førte hen. Før Via Appia var Campanien forbundet med Rom ad Via Latina. Man ved ikke, hvornår den nåede så langt sydpå som Capua. Den blev bygget, så den fulgte terrænet mere naturligt, og turen til Capua var 10 km længere end på via Appia. Men så undgik man også strækningen gennem de Pontinske Sumpe.
Capuas indflydelse voksede støt gennem det tredje århundrede f.Kr., og da den 2. puniske krig brød ud, var byen kun overgået af Rom og Karthago. Dens betydning understreges af, at den var i stand til at stille med 30.000 mand infanteri og 4.000 ryttere til den romerske hær. Under krigen var Capua trofast mod Rom indtil det romerske nederlag ved Cannae. Så forlangte byen, at den ene af de to romerske konsuler altid skulle vælges i Capua, og da det blev afslået, gik byen over til Hannibal, måske for at sikre sig en fremtrædende position i regionen i tilfælde af en kartageniensisk sejr. Hannibals tropper overvintrede i byen i 216-215 f.Kr., og den romerske historiker Livius påstår, at den luksuriøse by gjorde tropperne bløde og demoraliserede. Senere – og mere upartiske – historikere hævder imidlertid, at dette ikke var tilfældet, og hensviser til, at tropperne klarede sig lige så godt, da vinteren var gået. Hannibal fortsatte sine kampagner i Syditalien, og da han var væk, indledte romerne en belejring af Capua i 212. I første omgang nåede Hannibal tilbage og undsatte byen, men året efter kom der en ny romersk belejringshær, og Capua blev erobret og fik sin straf. Hele byens administration blev opløst, mange borgere blev dræbt, og resten fik frataget deres rettigheder. Byområdet blev erklæret romersk statsejendom (ager publicus), og noget af det blev solgt i 205 f.Kr. og 199 f.Kr. En del af jorden blev givet til romerske kolonister i de nye byer Volturnum og Liternum, der blev oprettet i 194 f.Kr., og resten blev lejet ud til de overlevende beboere.
Der var imidlertid også folk, som blæste på lejeaftalerne og bare slog sig ned i området. Nogle af dem boede der så længe, at det blev nødvendigt at købe dem ud, for at få dem til at flytte i 162 f.Kr. De rømmede områder blev derefter lejet ud i små portioner. De romerske ledere forsøgte at få dannet nye kolonier, og i 83 f.Kr. lykkedes det at få skabt en, men den blev forladt efter nogen tid. Cicero's taler De Lege Agrania var indlæg i debatten mod at danne en ny koloni, som foreslået af Servilius Rullus i 63 f.Kr.
I disse år blev byens gamle opland, der var tæt befolket, i stedet knyttet til lokale templer, især gudinden Diana, hvis tempel er omtalt i flere inskriptioner. Der er også efterladt optegnelser om et tempel for Hercules.
Selve byen Capua blev i disse år styret af præfekter (praefecti). Byen begyndte at vokse igen, og opnåede snart ny rigdom, blandt andet baseret på dyrkningen af spelt (en tidlig udgave af hvede), vin, roser, krydderier og produktion af salver. Byen blev også kendt for fremstilling af bronzevarer, som roses meget af både Cato den Ældre og Plinius den Ældre.
Byens luksuriøse liv blev legendarisk, og Capua blev kendt på underholdningsfronten som hjemby for gladiator-kampe. Det var gladiatorskolerne i Campanien, der dannede udgangspunkt for Spartacus' oprør i 73 f.Kr. Julius Caesar fik som consul i 59 f.Kr. gennemført en ny landbrugslov, der gjorde det muligt at anlægge den romerske koloni Julia Felix med 20.000 indbyggere i Capuas opland.
Marcus Antonius sørgede for, at antallet af kolonister blev øget, og det samme gjorde Augustus (som fik bygget en akvædukt til byen fra bjerget Mons Tifata). Han gav også Capua landejendomme ved Knossos på Kreta til en værdi af 12 millioner sestertier, og kejser Nero tilgodeså ligeledes byen.
I krigen i år 69 holdt byen med Vitellius. I den senere kejsertid hører man ikke så meget om den. Man ved, at den fik en kirke i kejser Konstantin den Stores regeringstid, og at den på det tidspunkt (i det 4. århundrede) var residensby for konsulen over Campanien (consularis Campaniae). Capua blev igen en stor by, ikke længere den næststørste på den Italienske Halvø efter Rom (som før 2. puniske krig), men nummer fire, efter Mediolanum (Milano) og Aquileia, som beskrevet af Ausonius i hans ordo nobilium urbium.

### Middelalderen
Da Romerriget brød sammen, var det også slut med freden i Capua. Allerede i år 456 blev byen erobret og ødelagt af vandalerne, under deres høvding Gaiserik, men den blev dog hurtigt genopbygget.
Under goternes invasioner i Italien led byen store tab, og da langobarderne ankom til halvøen i anden halvdel af det 6. århundrede, plyndrede de også Capua. Byen blev en del af det langobardiske fyrstedømme i Benevento og blev regeret af en lokal statholder (gastald).
I 839 blev fyrst Sicard af Benevento myrdet af Radelchis, der overtog tronen som Radelchis 1. Fyrst Sicards bror Siconulf reagerede ved at udråbe sig selv som fyrste af Salerno, og statholderen i Capua erklærede sig også uafhængig.
Radelchis' svar kom i 841, da han betalte en flok saracenere for at angribe Capua og brænde den ned. Kun kirken Santa Maria Maggiore, grundlagt omkring 497, stod tilbage. Byen blev genopbygget på ny i 856, men denne gang et stykke vej fra sin gamle plads, ved Volturno-floden, hvor tidligere byen Casilinum havde ligget. På det sted, hvor det oprindelige Capua havde været, opstod senere byen Santa Maria Capua Vetere ("Det gamle Capua ved Santa Maria").
Fyrst Atenulf 1. af Capua erobrede Benevento i år 900 og fyrstedømmerne hørte sammen til 981, da Pandulf Jernhoved døde og delte dem i sit testamente. Derefter overskyggede Capua naboerne i Benevento og blev nu konkurrenter til fyrsterne i Salerno. Under Pandulf 4. skaffede fyrstedømmet sig hjælp fra normannerne, ledet af Rainulf Drengot. Han skiftede imidlertid side i 1029 og hjalp i stedet Sergius 4. af Napoli, som Pandulf havde fordrevet i 1027, med at generobre Napoli.
Efter Pandulfs død gik fyrstedømmet i arv til hans knapt så handlekraftige sønner, og i 1058 blev byen efter en belejring erobret af Rainulfs nevø Richard, der overtog fyrstetitlen. Byens lombardiske borgere gjorde senere oprør mod normannerne, da den unge og uerfarne Richard 2. arvede fyrstedømmet, og i 1091-98 var han fordrevet fra byen. Så allierede han sig med Hauteville-slægten, der var blevet den mest betydningsfulde normanniske slægt i området, og de hjalp ham med at belejre Capua og tage den tilbage i 1098. Drengot-slægten regerede i Capua til 1135, da Robert 2. gik med i et oprør mod Hauteville-slægten, som da havde samlet hele Syditalien i kongeriget Sicilien. Robert blev fordrevet og døde i eksil i 1156, så fra 1135 var Capua ikke længere hovedstad i et selvstændigt fyrstedømme, men blot en vigtig by i et stort kongerige.

### Nyere tid
Et af de sidste slag i forbindelse med kampene i Syditalien ved Italiens samling i 1860 foregik nær Capua. Efter at Garibaldis tropper havde indtaget Napoli, flygtede kongen til Gaeta, og hæren trak sig tilbage til Capua for at blive reorganiseret under ledelse af marskal Ritucci. Da Garibaldis hær ankom til området, blev der udkæmpet flere slag omkring Volturno-floden i september-oktober 1860. Det endte med, at der var 3.000 mand tilbage i Capua under oberst Perrone. Byen blev angrebet og erobret af en styrke bestående af Garibaldis tropper samt en bataljon bersaglieri fra den sardinske hær. Nogle måneder senere stemte byen sig med overvældende flertal ind i det nye kongerige Italien.

## Befolkningsudvikling
Grafen viser, at befolkningsudviklingen i Capua har været yderst moderat siden Italiens samling i 1861.

## Seværdigheder
Byens katedral Santo Stefano (påbegyndt 856). Der er adskillige kirker i byen, hvoraf tre kan dateres til den longobardiske periode, der fortsatte efter byens flytning.
Den normanniske borg Castello delle Pietre blev påbegyndt i 1062, efter af Drengot-slægten havde erobret byen. "-delle Pietre" (af sten) henviser til, at mange af de sten, der blev brugt, blev hentet i amfiteatret i det forladte oprindelige Capua. Borgen blev forladt og fik lov til at forfalde, da normannernes styre var forbi.
Ved den gamle romerske bro over Volturno står et af byens berømteste bygningsværker, brotårnet, opført 1234-40 efter ordre fra kejser Frederik 2. Det meste af byggematerialet til det store tårn blev også her hentet i amfiteatret i det oprindelige Capua. Tårnet og broen var blandt de bygningsværker, der blev beskadiget, da de allierede bombede Capua under 2. verdenskrig. I resterne af brotårnet er der planer om at indrette et museum.
Borgen Castello di Carlo V blev bygget i perioden 1542-52, i kejser Karl 5.'s regeringstid.
Museo Provinciale Campano di Capua har en betydningsfuld samling fra den antikke periode i Campanien. Museet blev åbnet i 1874, og ligger midt i byen i Palazzo Antignano (opført 1450 – 1454).
I Capua kommune, 4 km nordøst for byen, ligger abbediet Sant'Angelo in Formis, bygget på resterne af det nævnte tempel for gudinden Diana. Det rummer nogle af de bedst bevarede freskomalerier i Syditalien fra det 11. århundrede, udført i byzantinsk-campansk stil.